# Marco Fonz
Marco Fonz fue un escritor y editor mexicano nacido en Ciudad de México el 1 de mayo de 1965. Se desempeñó principalmente como poeta. Murió el 22 de enero de 2014, a los 48 años, en Viña del Mar, Chile, a causa de suicidio.

## Trayectoria
Estudió Filosofía en la Facultad de Filosofía y Letras de la Universidad Nacional Autónoma de México. Fue egresado de la escuela de escritores de la Sogem. Cursó el diplomado Leer y Escribir, impartido por Elena Cordera, Bertha Hiriart, Marcela Gijosa, Agustín Cadena, Guillermo Samperio y Gabriela Tourner. Tomó talleres con Óscar Oliva, Saúl Ibargoyen, Javier Sicilia, Juan Bañuelos, David Huerta, Ricardo Yáñez, entre otros. 
Formó parte de la Red Nacional de Talleristas Independientes e impartió cursos y talleres de literatura y poesía en el IPN, la Sogem Guadalajara, UNACH, Casas de Cultura de Comitán, San Cristóbal de las Casas, exconvento del Carmen en Guadalajara, FCE Guadalajara, entre otros.
Fue editor y cotraductor de los poemas de Karl Marx. Editor de Círculo de Absenta y Andrógino Editores. Fue compilador de la antología Infrarrelistas/poetas (La caída, 2014). Colaborador de revistas y periódicos como Alforja, El Norte, El Tiempo, Fandango, Hojas del Huitepec, Ixtus, Navegaciones Zur, Sinalefa, Tierra Adentro, Tropo a la Uña, Versodesierto. Becario del Centro Chiapaneco de Escritores de 1994 a 1995.

## Obra publicada
Marco Fonz publicó alrededor de 20 libros de poesía, además de su labor como editor y traductor. Algunos fragmentos de su trabajo, así como textos de crítica cultural y al ámbito literario mexicano  se encuentran en su blog personal, 'El ojo lleno de dientes', activo de 2009 a 2013.
Poesía publicada
- Los animales mal llamados hombres (Edición del autor, 1992)
- Intermedio absurdo en una función de media noche (Antinomia, 1995)
- Del hominen amorfo y El ojo lleno de dientes (El Angelito Editor, 1997)
- Historias estrambóticas de oscuridad y nueva selva (La Otra Selva, 1998)
- Cantos siniestros a Chiapas (Hibrys, 1998)
- El ojo lleno de dientes (Conaculta-Tierra Adentro, 1998)
- Bajo los demonios (Goliardos, 1999)
- Los martirios (TanMar, 2002)
- Los buscadores de Shavana-Lamar (Consejo Estatal para la Cultura y las Artes de Chiapas-Biblioteca Popular de Chiapas, 2002)
- Intemporal de peldaños (Conaculta, 2003)
- Pasaje de tres gritos (Toma y Lee, 2005)
- Osario de relámpagos (Urdimbre, 2005)
- Oír cáscara amarga (Versodestierro-Andrógino, 2005)
- Pagana procesión de las visiones: selección de poemas 1995-2005 (Toma y Lee, 2006)
- Vocación de estragos (Proyecto Literal Limón partido, 2007)
- Ozyko (Productos y Consumibles Planeador-Start Pro, 2008)
- Aire de dos espaldas (Universidad de Ciencias y Artes de Chiapas, 2009)
- Fruto herido que se come a solas (Letras de Pasto Verde, 2009)
- El rezo del mestizo (Entre tejas, 2012)
- Koczys (Productos y Consumibles Planeador-Start Pro, 2012)[4]

## Premios y distinciones
- Beca: Centro Chiapaneco de Escritores,1994-95.

- Premio Nacional de Poesía Rodulfo Figueroa/Biblioteca Popular de Chiapas, 2002.

## Crítica literaria
La obra de Marco Fonz incluyó críticas a escritores y editores de su generación, a quienes consideraba grandilocuentes, excesivos y mediocres. En escritos diversos, tanto en redes sociales, revistas literarias y en su blog personal, Fonz expresó su descontento hacia la comunidad literaria de México, entre los que se encuentran críticas a publicaciones de su alma mater, la Universidad Nacional Autónoma de México, y un feroz análisis de la antología La edad de oro, antología de poesía mexicana actual, compilada por Luis Felipe Fabre.En ensayos como "La poesía mexicana: un espejismo que sueña" Fonz criticó a los poetas herederos de la estética de Octavio Paz y señaló a México como un país de "reciclajes poéticos."Fonz consideraba que las selecciones de poetas y sus obras en antologías resultaban amañadas, siendo muchas veces los mismos editores quienes elegían entre nombres repetidos. Esta postura incluía críticas a la figura del "joven creador", al sistema de financiamiento literario en México, y a la poca paciencia de parte de escritores y editores mexicanos para que las obras alcanzaran madurez. Fonz propuso una lista de "poetas resentidos", con más de 50 autores y colectivos literarios, que consideró una respuesta a la antología de Fabre.